# Bassania filia
Bassania filia là một loài bướm đêm trong họ Geometridae.